# Pierce Peak
Il Pierce Peak è un picco montuoso antartico, alto 1.790 m, situato 4 km a sud dei Sullivan Peaks al bordo nordorientale della Mackin Table, nel Patuxent Range dei Monti Pensacola, in Antartide. 
Il picco è stato mappato dall'United States Geological Survey (USGS) sulla base di rilevazioni e foto aeree scattate dalla U.S. Navy nel periodo 1956-66.
La denominazione è stata assegnata dall'Advisory Committee on Antarctic Names (US-ACAN), in onore di Chester M. Pierce che, in collaborazione con Jay T. Shurley, ha condotto studi sulla psicofisiologia durante il sonno e la veglia delle persone prima, durante e dopo il loro soggiorno alla Base Amundsen-Scott nel periodo 1966-67.